# Leptomantis
Leptomantis – rodzaj płazów bezogonowych z podrodziny Rhacophorinae w rodzinie nogolotkowatych (Rhacophoridae).

## Zasięg występowania
Rodzaj obejmuje gatunki występujące szerokim łukiem od południowej półwyspowej części Tajlandii po Wietnam, przez Singapur, Malezję, Indonezję i Brunei do Filipin.

## Systematyka

### Etymologia
Leptomantis: gr. λεπτος leptos „delikatny, drobny”; μαντις mantis, μαντεως manteōs „żaba drzewna”.

### Podział systematyczny
Do rodzaju należą następujące gatunki:
- Leptomantis angulirostris (Ahl, 1927)
- Leptomantis belalongensis (Dehling & Grafe, 2008)
- Leptomantis bimaculatus Peters, 1867
- Leptomantis cyanopunctatus (Manthey & Steiof, 1998)
- Leptomantis fasciatus (Boulenger, 1895)
- Leptomantis gadingensis (Das & Haas, 2005)
- Leptomantis gauni (Inger, 1966)
- Leptomantis harrissoni (Inger & Haile, 1959)
- Leptomantis malkmusi (Dehling, 2015)
- Leptomantis penanorum (Dehling, 2008)
- Leptomantis pseudacutirostris (Dehling, 2011)
- Leptomantis robinsonii (Boulenger, 1903)
- Leptomantis rufipes (Inger, 1966)